# Toszek
Toszek (Duits: Tost) is een stad in het Poolse woiwodschap Silezië, gelegen in de powiat Gliwicki. De oppervlakte bedraagt 9,67 km², het inwonertal 4050 (2005).
Van 1742 tot 1945 behoorde Toszek onder de Duitse naam Tost toe aan Pruisen. 

## Verkeer en vervoer
- Station Toszek

## Geboren in Toszek/Tost
- Ludwig Guttmann (1899-1980), oprichter van de Paralympische Spelen.